# Daniel Platzman
Daniel James Platzman, ameriški glasbenik, pevec, tekstopisec in producent glasbenih plošč, * 28. september 1986, Atlanta, Georgia, ZDA.
Najbolj znan je kot bobnar ameriške glasbene skupine Imagine Dragons.